# U 43 (U-Boot, 1939)
U 43 war ein deutsches U-Boot vom Typ IX (A), das im Zweiten Weltkrieg von der Kriegsmarine eingesetzt wurde.

## Geschichte
Der Bauauftrag für das Boot wurde am 21. November 1936 an die AG Weser in Bremen vergeben. Die Kiellegung erfolgte am 15. August 1938, der Stapellauf am 23. Mai 1939. Die Indienststellung unter Kapitänleutnant Wilhelm Ambrosius fand am 26. August 1939 statt.
Das Boot gehörte bis zum 31. Dezember 1939 als Ausbildungs- und Frontboot zur U-Flottille „Hundius“ in Kiel. Nach der Neugliederung der Flottillen gehörte U 43 vom 1. Januar 1940 bis zu seiner Versenkung am 30. Juli 1943 zur 2. U-Flottille in Wilhelmshaven bzw. Lorient.
U 43 unternahm 14 Feindfahrten, auf denen es 21 Schiffe mit einer Gesamttonnage von 117.036 BRT versenkte und ein weiteres mit 10.350 BRT beschädigte. Ein Schiff mit 9.131 BRT wurde als Totalverlust eingestuft.
Die Bewaffnung bestand aus sechs Torpedorohren (4 Bug- und 2 Heck Torpedorohre) und einem 10,5-cm-Geschütz sowie einer 3,7-cm- und einer 2-cm-Fla-Bestückung.

## Einsatzstatistik

### Erste Unternehmung
Das Boot lief am 6. November 1939 um 13:30 Uhr von Wilhelmshaven aus und am 14. Dezember 1939 um 12:30 Uhr wieder dort ein. Auf dieser 39 Tage dauernden Unternehmung im Nordatlantik wurden drei Schiffe mit 11.772 BRT versenkt.
- 16. November 1939: Versenkung des britischen Dampfers Arlington Court (4.915 BRT) durch zwei G7a-Torpedos. Er hatte 7.340 t Mais geladen und war auf dem Weg von Rosario über Freetown nach Hull. Das Schiff gehörte zum Konvoi SL-7A mit 39 Schiffen. (Lage)
- 22. November 1939: Versenkung des französischen Dampfers Arijon (4.374 BRT) durch einen Torpedo. Er hatte Stahlbarren, Reifen und Papier geladen und befand sich auf dem Weg von Antwerpen nach Buenos Aires. Das Schiff gehörte zum Konvoi 14-BS. (Lage)
- 25. November 1939: Versenkung des britischen Dampfers Uskmouth (2.483 BRT) durch Artilleriebeschuss und einen Torpedo. Er hatte 3.900 t Kohle geladen und befand sich auf dem Weg von Sunderland nach Monaco. Es gab zwei Tote und 23 Überlebende. (Lage)

### Zweite Unternehmung
Das Boot lief am 13. März 1940 um 13:00 Uhr von Wilhelmshaven aus und am 6. April 1940 um 10:15 Uhr wieder dort ein. Auf dieser 24 Tage dauernden und zirka 2.500 sm über und 576 sm unter Wasser langen Unternehmung in der Nordsee, bei den Shetlandinseln und den Orkneys wurden keine Schiffe versenkt oder beschädigt.

### Dritte Unternehmung
Das Boot lief am 12. April 1940 um 17:43 Uhr zum Unternehmen Weserübung von Wilhelmshaven aus und am 23. April 1940 um 23:00 Uhr wieder dort ein. Es lief am 18. April 1940 um 13:23 Uhr in Trondheim ein, um Nachschub für die Wehrmacht auszuladen, und lief am 18. April 1940 um 17:51 Uhr wieder aus Trondheim aus. Auf dieser zwölf Tage dauernden und zirka 1.750 sm über und 140 sm unter Wasser langen Transportunternehmung nach Trondheim wurden keine Schiffe versenkt oder beschädigt.

### Vierte Unternehmung
Das Boot lief am 13. Mai 1940 um 14:11 Uhr von Wilhelmshaven aus und am 22. Juli 1940 um 19:47 Uhr wieder dort ein. Auf dieser 71 Tage dauernden und zirka 12.000 sm über und 453 sm unter Wasser langen Unternehmung im Nordatlantik, der Biskaya und beim Kap Finisterre wurden vier Schiffe mit 29.456 BRT versenkt. U 43 wurde auf dieser Fahrt vom 18. auf den 19. Juni 1940 in Vigo versorgt.
- 21. Juni 1940: Versenkung des britischen Tankers Yarraville (8.627 BRT) durch einen Torpedo. Er fuhr in Ballast und war auf dem Weg von Bec d’Ambres (Frankreich) über Casablanca nach Beaumont (Texas). Das Schiff gehörte zum Konvoi 65-X. Es gab fünf Tote und 45 Überlebende. (Lage)
- 30. Juni 1940: Versenkung des britischen Dampfers Avelona Star (12.858 RT) durch einen Torpedo. Er hatte 5.630 t Gefrierfleisch und 1.000 t Orangen geladen und befand sich auf dem Weg von Buenos Aires (Argentinien) über Freetown nach London. Das Schiff gehörte zum Konvoi SL-36 mit 41 Schiffen. Es gab vier Tote und 84 Überlebende. (Lage)
- 9. Juli 1940: Versenkung des britischen Dampfers Aylesbury (3.944 BRT) durch zwei G7e-Torpedos. Er hatte Stückgut und Getreide geladen und befand sich auf dem Weg von Buenos Aires (Argentinien) nach Avonmouth. Es gab keine Toten, 35 Überlebende. (Lage)
- 17. Juli 1940: Versenkung des britischen Dampfers Fellside (3.509 BRT) durch einen G7e-Torpedo. Er fuhr in Ballast und war auf dem Weg von Middlesbrough nach Sydney (Neuschottland). Das Schiff gehörte zum Konvoi OA-184 mit 43 Schiffen. Es gab zwölf Tote und 21 Überlebende. (Lage)

### Fünfte Unternehmung
Das Boot lief am 9. September 1940 um 11:15 Uhr von Wilhelmshaven aus und am 18. Oktober 1940 um 18:30 Uhr in Lorient ein. Am 12. September 1940 um 15:32 Uhr wurde Bergen angelaufen, um die Mündungsklappen zu reparieren. Das Boot lief am 15. September 1940 um 6:00 Uhr wieder aus. Auf dieser 37 Tage dauernden und zirka 5.760 sm über und 670 sm unter Wasser langen Unternehmung im Nordatlantik, dem Nordkanal und westlich der Hebriden wurde ein Schiff mit 5.802 BRT versenkt:
- 25. September 1940: Versenkung des britischen Dampfers Sulairia (5.802 BRT) durch einen G7e-Torpedo. Er hatte 540 t Frachtgut und Holz geladen und befand sich auf dem Weg von Glasgow nach Montreal. Das Schiff war ein Nachzügler des Konvois OB-217 mit 38 Schiffen. (Lage)

### Sechste Unternehmung
Das Boot lief am 10. November 1940 um 14:00 Uhr von Lorient aus und am 17. Dezember 1940 um 17:20 Uhr wieder dort ein. Am 11. November 1940 musste U 43 wieder zurück nach Lorient, weil es eine starke Ölspur hinter sich herzog. Das Boot lief am 17. November 1940 um 17:30 Uhr wieder aus. Auf dieser 30 Tage dauernden und zirka 4.500 sm über und 230 sm unter Wasser langen Unternehmung im Nordatlantik, westlich des Nordkanals, wurden drei Schiffe mit 8.017 BRT versenkt und ein Schiff mit 10.350 BRT beschädigt.
- 2. Dezember 1940: Versenkung des britischen Motorschiffs Pacific President (7.113 BRT) durch zwei Torpedos. Es fuhr in Ballast und war auf dem Weg von Leith (Schottland) nach New York. Das Schiff gehörte zum Konvoi OB-251 mit 33 Schiffen. Es war ein Totalverlust mit 50 Toten. (Lage)
- 2. Dezember 1940: Versenkung des britischen Tankers Victor Ross (12.247 BRT) durch drei Torpedos. Er fuhr in Ballast und war auf dem Weg von Liverpool nach New York. Das Schiff gehörte zum Konvoi OB-251. (Lage)
- 6. Dezember 1940: Versenkung des norwegischen Dampfers Skrim (1.902 BRT) durch einen Torpedo. Er hatte eine unbekannte Ladung und war auch dem Weg von Grangemouth und Aberdeen nach Sydney (Neuschottland). Es war ein Totalverlust mit 21 Toten. (Lage)
- 13. Dezember 1940: Beschädigung des britischen Motorschiffs Orari (10.350 BRT) durch einen Torpedo. Es hatte 10.908 t Stückgut geladen und befand sich auf dem Weg von Melbourne nach Avonmouth. Es gab keine Toten, 65 Überlebende. (Lage)

Da das Torpedoluk, eine Öffnung für die Übernahme der Torpedos an Oberdeck, nicht korrekt geschlossen worden war, lief U 43 am Pier von Lorient voll und sank. Das Boot konnte gehoben werden, aber die Ausbesserung der Beschädigungen war erst Anfang Mai des folgenden Jahres beendet.

### Siebente Unternehmung
Das Boot lief am 11. Mai 1941 um 19:40 Uhr von Lorient aus und am 1. Juli 1941 um 10:00 Uhr wieder dort ein. Auf dieser 51 Tage dauernden und zirka 6.962 sm über und 271 sm unter Wasser langen Unternehmung östlich der Azoren wurden drei Schiffe mit 8.017 BRT versenkt.
- 15. Mai 1941: Versenkung des französischen Segelschiffes Notre Dame du Châtelet (488 BRT) durch Artillerie. Es befand sich auf dem Weg nach Neufundland. Es gab 28 Tote und zehn Überlebende. (Lage)
- 6. Juni 1941: Versenkung des niederländischen Dampfers Yselhaven (4.802 BRT) durch zwei Torpedos. Er fuhr in Ballast und war auf dem Weg nach Liverpool. Das Schiff gehörte zum Konvoi OB-328. Es gab 24 Tote und zehn Überlebende. (Lage)
- 17. Juni 1941: Versenkung des britischen Motorschiffes Cathrine (2.727 BRT) durch zwei Torpedos. Es hatte 3.700 t Magnesiumerz geladen und war auf dem Weg von Pepel (Sierra Leone) über Freetown nach Barrow. Das Schiff gehörte zum Konvoi SL-76 mit 60 Schiffen. Es gab 24 Tote und drei Überlebende. (Lage)

### Achte Unternehmung
Das Boot lief am 2. August 1941 um 14:00 Uhr von Lorient aus und am 23. September 1941 um 9:00 Uhr wieder dort ein. Auf dieser 52 Tage dauernden und 7.230 sm über und 251 sm unter Wasser langen Unternehmung in den Nordatlantik, südwestlich von Island, wurden keine Schiffe versenkt oder beschädigt.

### Neunte Unternehmung
Das Boot lief am 10. November 1941 um 9:00 Uhr von Lorient aus und am 16. Dezember 1941 um 16:30 Uhr wieder dort ein. Auf dieser 37 Tage dauernden und zirka 5.400 sm über und 158 sm unter Wasser langen Unternehmung im Nordatlantik und vor Kap Race wurden drei Schiffe mit 17.975 BRT versenkt.
- 29. November 1941: Versenkung des britischen Dampfers Thornliebank (5.569 BRT) durch zwei Torpedos. Er hatte Stückgut und Munition geladen und befand sich auf dem Weg von Barry über Freetown (Sierra Leone) in den Mittleren Osten. Das Schiff gehörte zum Konvoi OS-12 mit 55 Schiffen. Es war ein Totalverlust mit 75 Toten. (Lage)
- 30. November 1941: Versenkung des britischen Dampfers Ashby (4.868 BRT) durch zwei Torpedos. Er fuhr in Ballast und war auf dem Weg von Middlesbrough über Freetown (Sierra Leone) nach Pepel (Sierra Leone). Das Schiff war ein Nachzügler des Konvois OS-12 mit 55 Schiffen. Es gab 17 Tote und 33 Überlebende. (Lage)
- 2. Dezember 1941: Versenkung des US-amerikanischen Tankers Astral (7.542 BRT) durch zwei Torpedos. Er hatte Petroleum geladen und befand sich auf dem Weg von Aruba nach Lissabon. Es war ein Totalverlust mit 37 Toten. (Lage)

### Zehnte Unternehmung
Das Boot lief am 30. Dezember 1941 um 16:00 Uhr von Lorient aus und am 22. Januar 1942 um 15:00 Uhr in Kiel ein. Auf dieser 24 Tage dauernden und zirka 3.200 sm über und 188 sm unter Wasser langen Unternehmung in den Nordatlantik wurden drei Schiffe mit 17.469 BRT versenkt.
- 12. Januar 1942: Versenkung des schwedischen Dampfer Yngaren (5.426 BRT) durch zwei Torpedos. Er hatte 4.696 t Kopra, 300 t Manganerz, 80 t Gemüse und acht Flugzeuge geladen und befand sich auf dem Weg von Bombay nach Hull (Großbritannien). Das Schiff gehörte zum Konvoi HX-168. Es gab 36 Tote und zwei Überlebende. (Lage)
- 14. Januar 1942: Versenkung des britischen Dampfers Empire Surf (6.641 BRT) durch zwei Torpedo. Er fuhr in Ballast und war auf dem Weg von Manchester nach Jacksonville (Florida). Das Schiff gehörte zum Konvoi ON-55 mit 28 Schiffen. Es gab 47 Tote und sechs Überlebende. (Lage)
- 14. Januar 1942: Versenkung des panamaischen Dampfers Chepo (5.707 BRT) durch einen Torpedo. Er hatte 1.769 t Stückgut geladen und befand sich auf dem Weg von Liverpool über den Clyde nach Boston und New York. Das Schiff gehörte zum Konvoi ON-55. Es gab 17 Tote und 21 Überlebende. (Lage)

### Elfte Unternehmung
Das Boot lief am 4. Juli 1942 um 9:00 Uhr von Kiel aus und am 15. August 1942 um 16:45 Uhr in Lorient ein. Auf dieser 43 Tage dauernden und 6.562 sm über und 250 sm unter Wasser langen Unternehmung in den Nordatlantik wurden keine Schiffe versenkt oder beschädigt.

### Zwölfte Unternehmung
Das Boot lief am 23. September 1942 um 18:00 Uhr von Lorient aus und am 9. Dezember 1942 um 12:30 Uhr wieder dort ein. Auf dieser 77 Tage dauernden und 8.159 sm über und 1.390 sm unter Wasser langen Unternehmung in den Westatlantik und den St.-Lorenz-Golf wurde ein Schiff mit 9.131 BRT versenkt.
- 18. November 1942: Fatale Beschädigung des US-amerikanischen Tankers Brilliant (9.131 BRT) durch zwei Torpedos. Er erreichte noch den Hafen von St. John’s (Neuschottland), brach dann aber bei der Überführung von St. John’s nach Halifax (Neuschottland) in zwei Teile und sank. Der Tanker hatte 13.500 t Gasöl geladen und befand sich auf dem Weg von New York nach Belfast. Er gehörte zum Konvoi SC-109. Es gab keine Toten und 60 Überlebende. (Lage)

### Dreizehnte Unternehmung
Das Boot lief am 9. Januar 1943 um 17:20 Uhr von Lorient aus und am 31. März 1943 um 11:00 Uhr wieder dort ein. Auf dieser 81 Tage dauernden und zirka 10.650 sm über und 760 sm unter Wasser langen Unternehmung in den Mittelatlantik und zu den Kanarischen Inseln wurde ein Schiff mit 5.154 BRT versenkt.
- 3. März 1943: Versenkung des deutschen Motorschiffs Doggerbank (5.154 BRT) durch drei Torpedos. Es wurde von U 43 irrtümlich als britischer Frachter Dunedin Star identifiziert und versenkt. Die Doggerbank war ein Blockadebrecher auf dem Rückweg von Japan; sie kam zwei Wochen früher als erwartet zurück. Von der 365 Mann an Bord überlebte nur einer. Diese Versenkung wurde später auf höhere Anweisung aus dem Kriegstagebuch des U-Boots entfernt.[3] (Lage)

### Vierzehnte Unternehmung und Verbleib
Das Boot lief am 13. Juli 1943 von Lorient aus und wurde am 30. Juli 1943 südwestlich der Azoren versenkt. Auf dieser 17 Tage dauernden Unternehmung in den Mittelatlantik, südwestlich der Azoren, wurden keine Schiffe versenkt oder beschädigt.
Am 30. Juli 1943 wurde das Boot südwestlich der Azoren durch einen Mark 24 FIDO – Flugzeugtorpedo einer Avenger des US-amerikanischen Flugzeugträgers USS Santee an Position 34° 57′ N, 35° 11′ W im Marine-Planquadrat CE 7776 versenkt. Alle 55 Besatzungsmitglieder kamen dabei ums Leben.
U 43 verlor während seiner Dienstzeit vor dem Untergang ein Besatzungsmitglied.